# Ultimate Motorsport

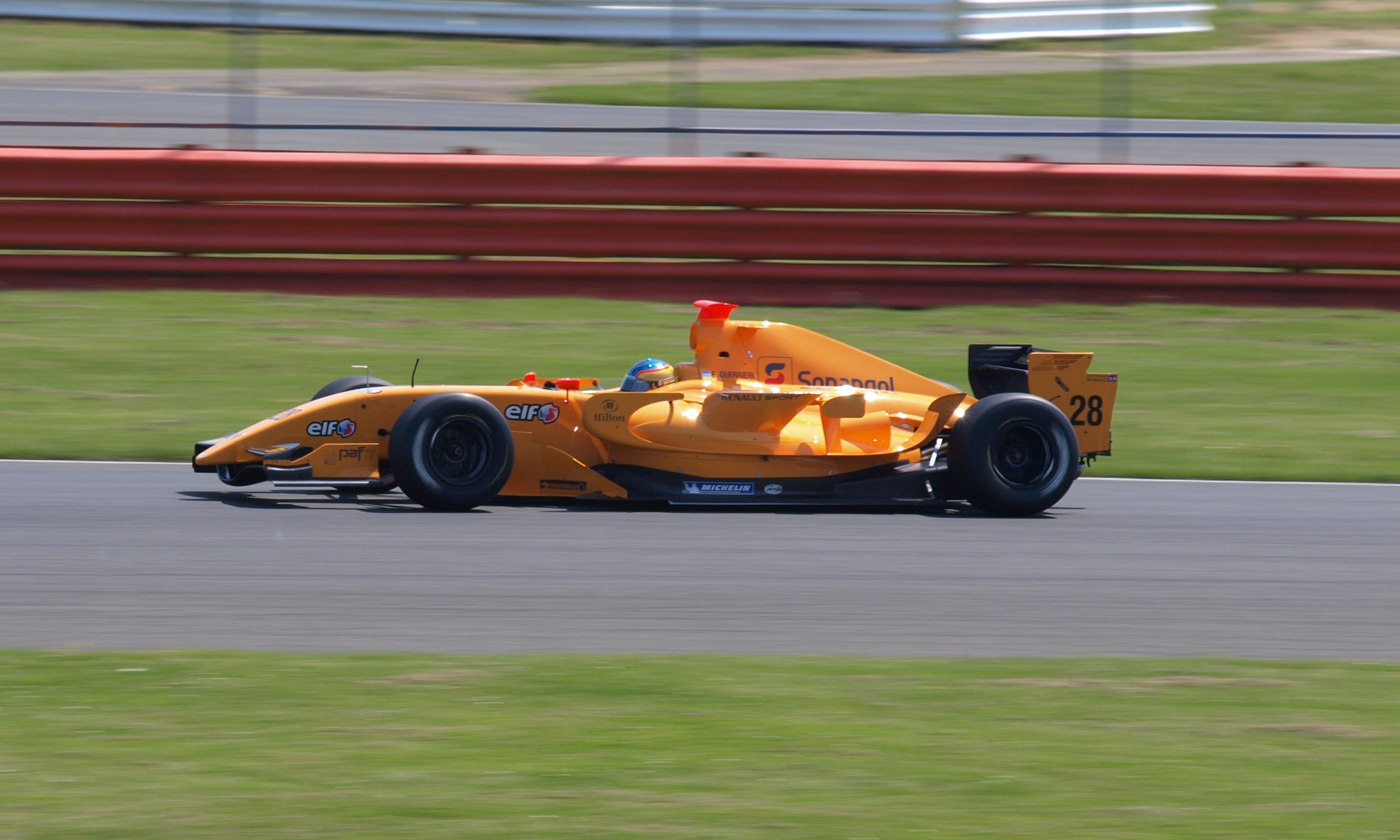
Esteban Guerrieri, piloto de la escudería en 2008.

Ultimate Motorsport fue una escudería de automovilismo británica que participó en la Superleague Fórmula y en las World Series by Renault.

## Historia
El equipo se fundó en el 2007 y corrió en la Fórmula 3 Británica, al final del año juntó fuerzas con la escudería francesa Signature Plus creando el Ultimate Signature. También se unió a la escudería la empresa angoleña Sonangol que le proporcionaba soporte económico.

### Ultimate Signature
El equipo inicia la temporada con la dupla brasileña formada por Fabio Carbone y Claudio Cantelli, ambos llegados de la Fórmula Master Internacional.
A pesar de la gran expetativa que se generó alrededor del equipo gracias a la gran pretemporada, en las primeras cinco carreras el equipo suma solo un punto gracias a Carbone, por lo que Cantelli es despedido, y su lugar es ocupado por el argentino Esteban Guerrieri, quien era piloto de Ultimate Motorsport en la Fórmula 3 Británica. A partir de ese momento el equipo experimenta una gran mejoría con Carbone consiguiendo tres victorias y una superpole para finalizar el torneo en tercera posición, y von Guerrieri finalizando octavo, a pesar de no disputar las primeras cinco citas, con una victoria y dos superpole.
Ultimate Signature terminó la temporada en el segundo lugar.

### Declive y final de la escudería
Durante de esta temporada se llegó a rumorear que Ultimate Motorsport podría comprar el 50% de acciones de Toro Rosso con el apoyo se Sonangol.
Sin embargo, Sonangol dejó de prestar tanto apoyo económico a la escudería y se deshizo el Ultimate Signature para volver al Ultimate Motorsport. A mitad de la temporada 2009, Sonangol se retiró de la escudería definitivamente, la cual se quedó sin fondos y abandonó el campeonato de Superleague Fórmula. Poco después haría lo mismo en las World Series by Renault.